# Wonky
Wonky también llamado Street bass, Aquacrunk o Purple sound es un controvertido término utilizado para describir la tendencia a utilizar sintetizadores inestables de medio rango, marcas de tiempo complejas e inusuales que surgieron antes del verano de 2008 entre diferentes géneros musicales, entre los que se incluyen hip hop, grime, chiptune, dubstep, crunk, skweee, electro y breaks.

## Visión general
En 2002, el productor estadounidense Rodney Jerkins se anticipó al wonky con la canción de R&B "What About Us", escrita para la cantante estadounidense Brandy. El 1 de febrero de 2004, el artista estadounidense Jneiro Jarel publicó una de las primeras canciones wonky de hip hop, "Get Yuh Own" y "N.A.S.A". Jneiro Jarel podría ser considerado como uno de los pioneros de la estética rítmica del wonky. Algunos años más tarde, el wonky se desarrolló en diferentes lugares de todo el mundo simultáneamente. Starkey es uno de los principales proponentes del sonido wonky. El wonky estadounidense también ha sido denominado "street bass".
Al otro lado del Atlántico, Glasgow en Escocia podría ser considerada como el lugar de nacimiento de este sonido. Al sonido wonky de Glasgow también se le ha denominado aquacrunk, un término acuñado por el músico Rustie. El club de Glasgow Numbers, la tienda de discos local Rub-a-dub y sellos como Wireblock, Stuff y Dress 2 Sweat están asociados con el sonido aquacrunk/wonky de Glasgow.
Cabe recalcar que Hudson Mohawke, junto con Rustie, es uno de los principales impulsores del wonky, que logró expandir al género fuera de Escocia.

## Características
Aunque la música wonky está relacionada por la tendencia a utilizar sintes inestables de medio rango y marcas de tiempo inestables, cada escena de música wonky tiene sus propias características específicas en cuanto a su sonido. La escena de wonky estadounidense está influenciada por el broken beat y la música jazz, y la propia música tiene una sonoridad orgánica, mientras que el aquacrunk y la escena de wonky de Bristol están influenciadas por la escena de música crunk y el grime/dubstep instrumentales, respectivamente. El aquacrunk también se caracteriza por su ritmo lento.